# Gustav Schübler
Gustav Schübler  ( * 15 de agosto de 1787 - 8 de septiembre de 1834 ) fue un botánico y profesor alemán. 
Fue profesor titular de Historia Natural de Tübingen. 
- La abreviatura «Schübl.» se emplea para indicar a Gustav Schübler como autoridad en la descripción y clasificación científica de los vegetales.[1]

Trabajó en identificación y clasificación de nuevas especies con su colega George M. von Martens (1788-1872), como por ej. en Arrhenatherum elatius ssp. bulbosum (Willd.) Schübl. & G.Martens, Prunus avium subsp. duracina (L.) Schübl. & G.Martens; y, publicándolas habitualmente en Reise Venedig; Fl. Würtemberg. 